# Solenocera phuongi
Solenocera phuongi är en kräftdjursart som beskrevs av Yaroslav Igorevich Starobogatov 1972. Solenocera phuongi ingår i släktet Solenocera och familjen Solenoceridae. Inga underarter finns listade i Catalogue of Life.